# Chimerarachne yingi
Chimerarachne yingi — викопний вид павукоподібних, що існував у крейдовому періоді, 99 млн років тому.

## Відкриття та описання
П'ять зразків павукоподібного виявлені влітку 2017 року у бірманському бурштині двома незалежними командами учених. Чотири зразки мали чоловічі статеві органи. П'ятий зразок, мабуть, був самицею. Результати досліджень опубліковано у лютому 2018 року в журналі «Nature Ecology і Evolution». На основі решток описано новий рід та вид Chimerarachne yingi.

## Класифікація
Точна класифікація виду є спірною — його відносять до ряду Uraraneida, представники якого існували у девоні та пермі, або як incertae sedis розміщують у кладі Tetrapulmonata. У будь-якому випадку, вид є родинним до сучасних павуків. Chimerarachne не є предком павуків, будучи набагато молодше, ніж найдавніші павуки, які відомі з карбону, але, схоже, він був останнім, хто вижив з вимерлої групи, яка, ймовірно, була дуже близька до пращурів павуків. Цілком ймовірно, що павукоподібні істоти з хвостами жили поруч зі справжніми павуками не менше 200 млн років.

## Опис
Chimerarachne схожий на сучасних павуків. У нього є павутинні бородавки для створення павутини і модифікований чоловічий статевий орган на педипальпах для перенесення сперми. У той же час у виду зберігся членистий хвіст, що схожий на хвіст скорпіонів. Chimerarachne завдовжки близько 2,5 мм, в той час як довжина хвоста становить 3 мм. Як і павуки, Chimerarachne мав хеліцери з кігтями, чотири пари ніг, педіпальпи і павутинні бородавки на черевці.